# Hejnał Świdnicy
Hejnał Świdnicy – jeden z symboli Świdnicy. 
Obecny hejnał został przyjęty uchwałą Rady Miejskiej w Świdnicy 29 czerwca 2000 roku. Skomponował go Marek Banaszczyk, świdnicki muzyk i kompozytor. Melodia trwa 20 sekund i jest wykonywana na trąbce. Nagranie hejnału odtwarzane jest cztery razy dziennie na świdnickim rynku, o godzinach 10:00, 12:00, 14:00 i 16:00.